# Semión Rúdnev
Semión Vasílievich Rúdnev (en ruso: Семён Васи́льевич Ру́днев; en ucraniano: Семе́н Васи́льович Ру́днєв; 27 de febrero de 1899 –  4 de agosto de 1943) fue uno de los principales líderes del movimiento partisano soviético durante la Segunda Guerra Mundial y comisario en el grupo partisano que operaba en la RSS de Ucrania, dirigido por Sydir Kovpak.

## Biografía

### Infancia y juventud
Semión Rúdnev nació el 27 de febrero de 1899 en el seno de una familia ucraniana de campesinos en Moiseyevka, una pequeña localidad rural en la gobernación de Kursk (ahora en el óblast de Sumy en Ucrania), entonces parte del Imperio ruso. Cuando era adolescente se mudó a San Petersburgo donde se convirtió en aprendiz de carpintero en la fábrica Ruso-Balt. Durante este periodo se convirtió en un miembro activo del movimiento bolchevique y se unió al partido en marzo de 1917. Por distribuir folletos bolcheviques, Rúdnev fue enviado a la prisión de Víborg.
Participó en el asalto al Palacio de Invierno durante la Revolución de Octubre. En 1918 se unió al Ejército Rojo. Al principio, se desempeñó como comandante de pelotón, pero poco después se convirtió en secretario de organización del partido en el 373.º Regimiento de Fusileros de la 42.ª División de Fusileros. Luego fue asignado como comisario al departamento político del Ejército Laborista de Donetsk. Luego asumió el puesto de comisario adjunto del 44.º Regimiento de Fusileros de la 15.ª División de Fusileros. Durante la subsiguiente Guerra civil luchó en el Frente Sur.

### Preguerra
En 1929, se graduó de la Academia Político-Militar Lenin y después de graduarse se convirtió en comisario político del 61.º Regimiento de Artillería Antiaérea de Defensa Costera en Sebastopol. En 1932 fue transferido para convertirse en comisario de la 9.ª Brigada de Artillería de Defensa Costera en el Lejano Oriente. En julio de 1933, se convirtió en comisario militar de la región fortificada de De-Kastri (en el Krai de Jabárovsk), entonces en construcción. En agosto de 1937 asumió el puesto de comisario de la 1.ª Brigada Militar de Construcción estacionada en la misma localidad.
El 7 de febrero de 1938, fue arrestado por el NKVD y en mayo de 1939 acusado de cometer delitos en virtud del artículo 58 del Código Penal de la RSFS de Rusia, delitos que conllevaban la pena de muerte. Rúdnev inicialmente confesó haber creado la organización trotskista en su área fortificada, pero se negó a confesar los cargos de espionaje y sabotaje. Pronto se retractó de su confesión, afirmando que la hizo bajo coacción. En julio de 1939, su caso fue enviado para revisión al Colegio Militar de la Corte Suprema de la Unión Soviética, pero luego fue devuelto al tribunal militar del 2.º Ejército Bandera Roja. Después de un nuevo juicio, fue puesto en libertad. Poco después fue dado de alta por motivos de salud y regresó a Putivl, en la RSS de Ucrania. En 1940, se convirtió en presidente del consejo de distrito de la sociedad paramilitar OSOAVIAJIM (en español, Unión de Sociedades de Asistencia para la Defensa, la Aviación y la Construcción Química de la URSS).

### Segunda Guerra Mundial

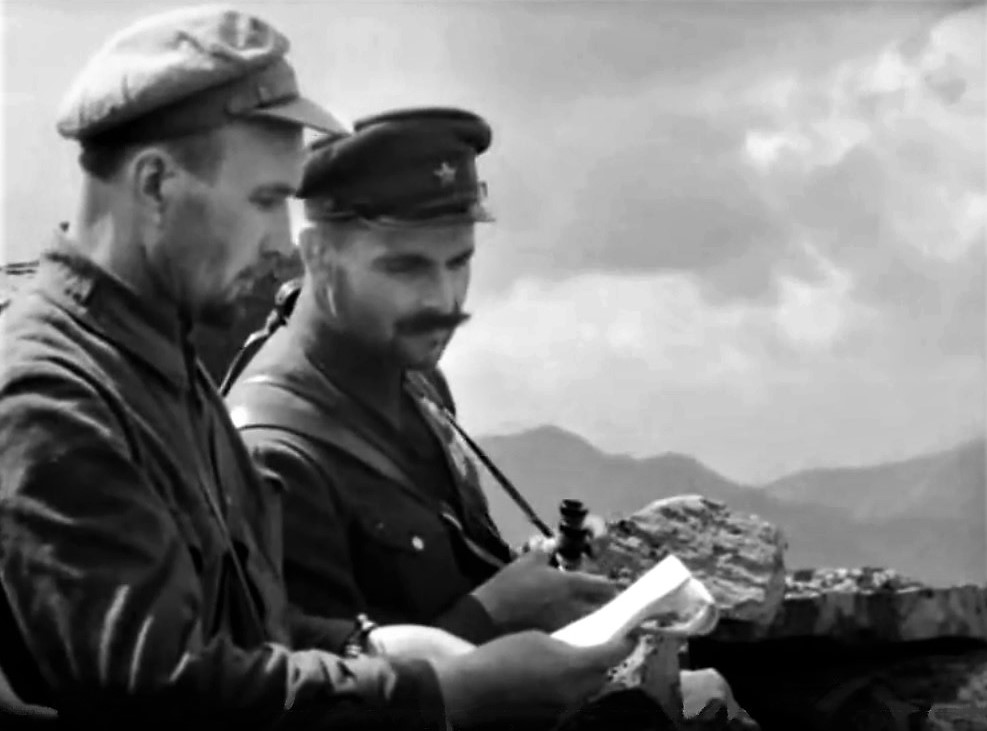
El jefe de Estado Mayor de la formación partisana de Sumy, Bazima, y el comisario de la formación Rúdnev (derecha) en los Cárpatos en julio de 1943

El 22 de junio de 1941, las tropas alemanas invadieron la Unión Soviética en la llamada Operación Barbarroja. Pronto llegaron a Ucrania y para finales de agosto de 1941, después de la sangrienta batalla de Kiev, habían ocupado Kiev. En septiembre, Rúdnev formó un grupo partisano en su localidad natal de Putivl. En octubre, el destacamento partisano de Rúdnev y Sydir Kovpak se unió en una sola unidad, y Rúdnev se convirtió en comisario de la nueva unidad con Kovpak como su comandante. Rápidamente se ganó el respeto entre los combatientes partisanos y siguió siendo el comisario de Kovpak mientras su grupo inicialmente pequeño se convirtió en una formación grande y bien organizada que atacaba la retaguardia de los ocupantes nazis. En el invierno de 1942 resultó herido en una batalla cerca del pueblo de Vesiloye. El 9 de abril de 1943 fue ascendido al rango de mayor general.
Según la versión oficial, Rúdnev, se estaba recuperando de una herida, cuando se suicidó de un disparo en un repentino ataque alemán, para así evitar ser capturado con vida. El incidente ocurrió durante la conocida como «Incursión de los Cárpatos» del 4 de agosto de 1943 que realizó el grupo partisano de Kovpak, su muerte fue presenciada, de primera mano, solo por un pequeño grupo de sus guardias (en su mayoría muertos en esta acción). Sin embargo, el historiador estadounidense David M. Glantz afirma que Rudniev fue asesinado mientras el grupo partisano se retiraba después de efectuar un ataque contra Deliatin. El 4 de enero de 1944 recibió póstumamente el título de Héroe de la Unión Soviética y la Orden de Lenin por su valentía en las batallas partisanas.
En julio de 1946, unos antiguos partisanos descubrieron en un bosque cerca de Deliatin en Zarichchia una fosa común que contenía los cuerpos de setenta y un partisanos, incluido el cuerpo de Rúdnev. Posteriormente fue vuelto a enterrar en Yaremche (en el óblast de Ivano-Frankivsk en Ucrania).

## Legado
Condecoraciones
|  | Héroe de la Unión Soviética (4 de noviembre de 1944, póstumamente);                        |
|  | Orden de Lenin, dos veces (13 de noviembre de 1942 y 4 de noviembre de 1944, póstumamente) |
|  | Orden de la Bandera Roja (24 de diciembre de 1942)                                         |
|  | Orden de la Estrella Roja (16 de agosto de 1936)                                           |
|  | Orden de la Insignia de Honor (18 de mayo de 1942)                                         |
|  | Medalla al Partisano de la Guerra Patria de 1.er grado                                     |
|  | Medalla al Partisano de la Guerra Patria de 2.do grado                                     |

Reconocimientos

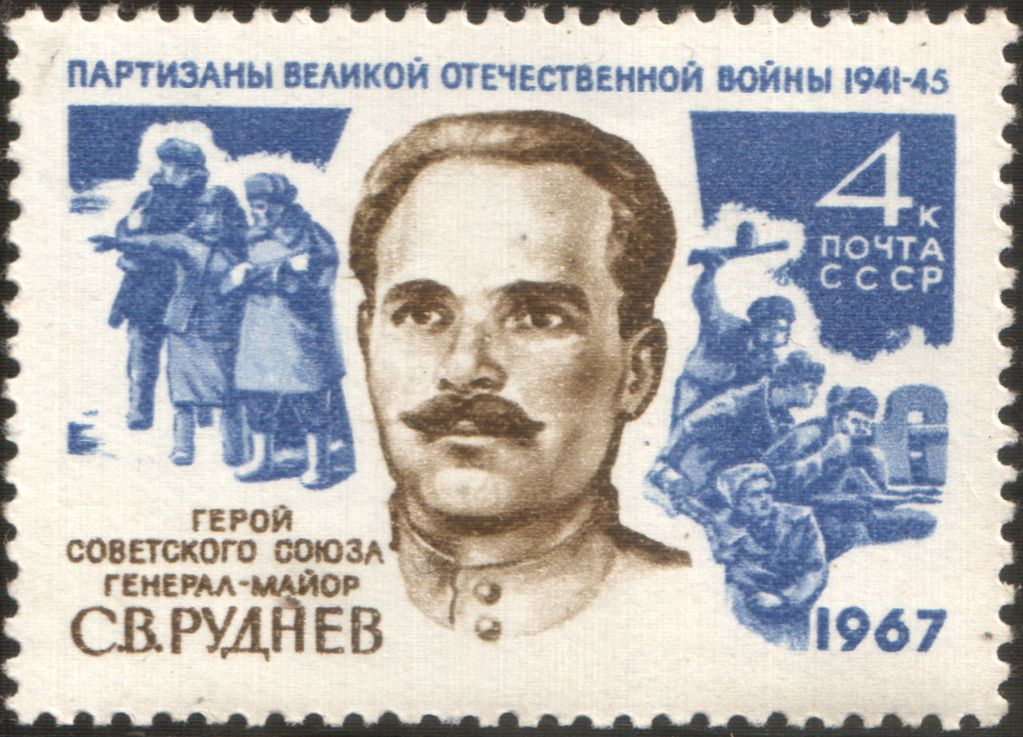
Sello postal soviético de 1967 en honor a Semión Rúdnev

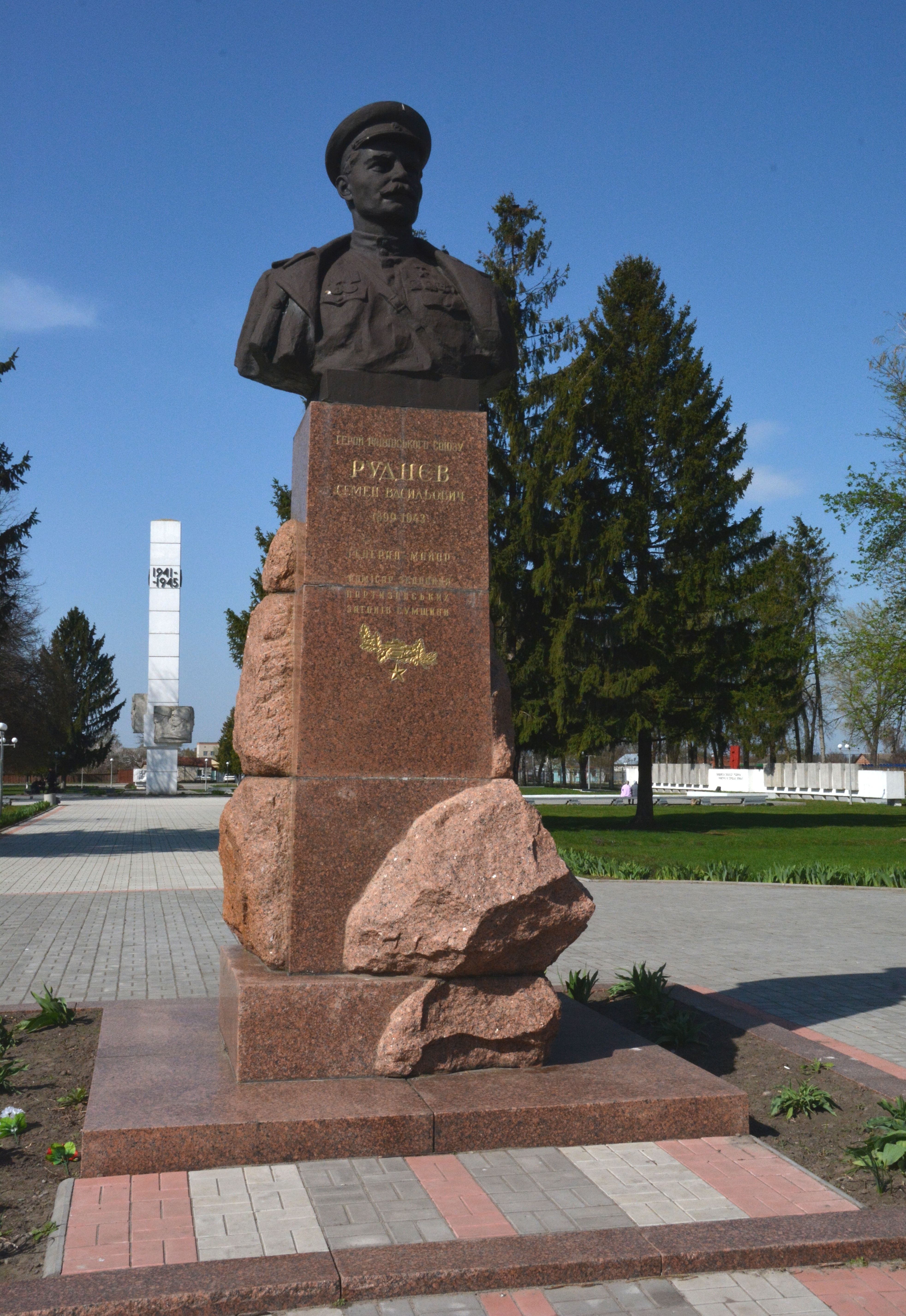
Monumento a Semión Rúdnev en la localidad ucraniana de Putivl

Se instaló un monumento a Rúdnev en Putivl. Su pueblo natal, Moiseyevka, cambió su nombre a Rudneve en su honor. La escuela de profesores en Putivl también recibió su nombre. En la localidad de Deliatin, también se erigió un monumento en su honor (fue desmantelado en 2023). En 1967, la Unión Soviética emitió un sello de correos con su imagen.

## Controversias
Después de la caída de la Unión Soviética, algunos historiadores comenzaron a cuestionar la versión oficial de la vida y muerte de Rudniev. Basándose en los archivos soviéticos, algunos investigadores alegaron que Rúdnev no estaba comprometido con la estrategia y los enfoques (especialmente con respecto a los civiles) dictados por el Cuartel General del Movimiento Partisano de Ucrania con sede en Moscú. Esto supuestamente causó varios conflictos tanto con Sidir Kovpak como con el agente de alto rango de la NKVD, Iván Siromolotnyi (este último era el encargado de mantener una canal de comunicación entre Kovpak y Rudniev con Moscú por radio). Según estos investigadores, Rúdnev estaba intentando colaborar con las fuerzas del Ejército Popular de Ucrania.
Según los investigadores que defienden esta teoría la misteriosa muerte de Rúdnev fue el resultado de esta disputa. Algunos estudios sugieren que Rúdnev podría haber sido asesinado por su operadora de radio personal, Anna Turkina (una mujer entrenada en Moscú) por orden directa de Siromolotnyi. Sin embargo, según el subdirector del Instituto Ucraniano de Memoria Nacional, Dmitry Vedeneyev, esta versión de los hechos es falsa.
El 28 de abril de 2022, el comité ejecutivo del consejo del asentamiento de Deliatin, como parte de la desrusificación y descomunización en Ucrania, decidió desmantelar los bustos-monumentos y letreros conmemorativos en el territorio de la hromada, incluido un busto del poeta ruso Aleksandr Pushkin, un busto del Héroe de la Unión Soviética, el comisario Semión Rúdnev en el pueblo de Zarichchia y una placa conmemorativa a los soldados soviéticos muertos en combate durante la Segunda Guerra Mundial en Deliatin.